# Nuncioides infrequens
Nuncioides infrequens is een hooiwagen uit de familie Triaenonychidae.